# 阿什頓 (密蘇里州)
阿什頓（英語：Ashton）是位於美國密蘇里州克拉克縣的非建制地區。

## 歷史
阿什頓的郵局於1851年設立，其後於1954年停運。

## 地理
阿什頓所處的海拔為高於海平面220米（即722英呎），而該地所採用的時區為UTC-6，即北美中部時區（CST）。同時該地設有夏令時間，為UTC-6調快一小時，即UTC-5（CDT）。